# Adorjáni Bálint
Adorjáni Bálint (Csíkszereda, 1980. július 27. –) magyar színész.

## Élete
Édesapja, Adorjáni Endre szobrász, édesanyja építész volt. Egy bátyja van, aki orvos. Családjával 1989-ben költözött át Magyarországra, ahol a Pécsi Tudományegyetemen kezdte felsőfokú tanulmányait, közgazdaságtan szakon, és jogi szakokleveles közgazdász diplomát szerzett. Közben azonban színészként is kipróbálta magát a Janus Egyetemi Színházban, és ottani színpadi próbálkozásainak sikerei nyomán 24 évesen úgy döntött, hogy felvételizik a budapesti Színház- és Filmművészeti Egyetemre is. 2004-2008 között a Színház- és Filmművészeti Egyetem hallgatója volt.
2008-2017 között a Radnóti Miklós Színház tagja. 2017-től szabadúszó, 2018-2023 között a Kecskeméti Katona József Színházban, 2020-tól a Pintér Béla és Társulatában is játszik.

## Fontosabb színházi szerepei
- William Shakespeare: Lear király.... Cornwall herceg
- William Shakespeare: A makrancos hölgy.... Petruchio, veronai úr, Katalin kérője
- William Shakespeare: Tévedések vígjátéka.... Efezusi Anthipolus, Égeon és Emília fia
- William Shakespeare:  Lóvátett lovagok.... Biron, lovag, a király baráta
- Friedrich Schiller: Ármány és szerelem.... Ferdinánd, Von Walter fia
- Molière: A képzelt beteg.... Béralde, Argan öccse
- Anton Pavlovics Csehov: Platonov (Apátlanul).... Szergej Pavlovics Vojnyicev, Vojnyicev tábornok fia az első házasságából
- Fjodor Mihajlovics Dosztojevszkij: Karamazov testvérek.... Dmitrij Karamazov
- Nyikolaj Vasziljevics Gogol: Holt lelkek.... Orrjukov
- Alekszandr Nyikolajevics Osztrovszkij: Farkasok és bárányok.... Goreckij, Csugunov öccse
- Iszaak Emmanuilovics Babel: Alkony.... Szenyka Topun
- Leonyid Zorin: Varsói melódia.... Viktor
- Euripidész: Oresztész.... Püladész
- Plautus: A hetvenkedő katona.... Pyrgopolinices, katona, csatában fejbe verték
- Henrik Ibsen: Solness építőmester.... Ragnar Brovik
- Henrik Ibsen: Hedda Gabler.... Jörgen Tesman
- Federico García Lorca: Yerma.... Juan
- Eduardo De Filippo: Nápolyi kísértetek.... Saverina Califano, zenetanár (haszontalan lélek)
- Witold Gombrowicz: Yvonne burgundi hercegnő.... Ciprián
- Stanisław Wyspiański: Novemberi éj.... Wysocki (forradalmár
- Karl Kraus: Az emberiség végnapjai.... Riporter
- Eugène Labiche: Egy olasz szalmakalap.... Achille de Rosalba, divatfi
- Georges Feydeau: 	Bolha a fülbe.... Romain Tournel
- Lars von Trier – Kovács Krisztina: A Főfőnök.... Spencer
- Miroslav Krleža: A Glembay ház.... Dr. Silberbrandt, a báróné gyóntatója
- Woody Allen: Férjek és feleségek.... Jack
- Ray Cooney: A miniszter félrelép.... Richard Willey, miniszter
- Marc Norman – Tom Stoppard – Lee Hall: Szerelmes Shakespeare.... Marlowe
- Thornton Wilder: A mi kis városunk... Rendezőasszisztens
- Csiky Gergely: Buborékok.... Róbert
- Móricz Zsigmond: Nem élhetek muzsikaszó nélkül.... Balázs
- Heltai Jenő: Naftalin.... Laboda Péter
- Füst Milán: Boldogtalanok.... Székely Ferenc, káplán
- László Miklós – Mohácsi István – Mohácsi János: Illatszertár.... Asztalos úr
- Weöres Sándor: Octopus, avagy Szent György és a Sárkány históriája.... Regina szerecsen leány; Mauritius; Bardanes;Lydia; Cynthia; Barbara; Lychoris, az anyakirályné udvarhölgyei, a Sárkány jegyesei Athanas, a király miniszterei; Drinus rhétor, nyomorék, később: a Polip-jelmezes
- Bereményi Géza – Kovács Krisztina: Apacsok.... Fürge Hód
- Szálinger Balázs – (Euripidész; Aiszkhülosz; Szophoklész:) Oidipusz gyermekei: Eteoklész
- Bródy János – Szörényi Levente: Kőműves Kelemen.... Kőműves Kelemen
- Térey János: Asztalizene.... Roland, pincér a White Box-ban
- Térey János – Kovács Krisztina: Protokoll
- Mohácsi István ― Mohácsi János: A csillagos ég, avagy a nemzetközi sikerre való tekintet.... Piller Róbert György, Bánk bán
- Hajós András – Dinyés Dániel – Tasnádi István: Spam operett.... Feri, szortiment manager, intrikus
- Pintér Béla: Vérvörös Törtfehér Méregzöld.... Jónás János
- Illés Györgyi (szerzó): Ház Na' Conxypan-ban.... Willhiwars, háztulajdonos
- Takátsy Péter: A Színek Háborúja.... szereplő
- Takátsy Péter: Para-frázis.... Apa
- Vinnai András: Roletti... Emberi hang
- Nényei Pál: Mozgófénykép.... Jávor Pál, mindenkinél csinosabb
- Fisherman's Friend (Halász Péter emlékére).... szereplő
- Teliholdkor az emberek olyan bolondosok.... szereplő
- Sputnic Disco.... szereplő
- Szávai Viktória: Kié vagy, mondd?.... Péter
- Pacalos pizza.... szereplő
- Ira Gershwin – George Gershwin – Adolph Green – Betty Comden – Roger Edens – Arthur Freed: Ének az esőben.... Don Lockwood
- Bob Fosse – Fred Ebb – John Harold Kander: Chicago.... Billy Flynn
- Szente Vajk – Galambos Attila – Juhász Levente: Kőszívű.... Rideghváry Bence

## Önálló est
- Különbéke (Szabó Lőrinc, ahogy Adorjáni Bálint látja  – Irodalmi est ínyenceknek, sok-sok dallal és zenével)

## Filmes és televíziós szerepei
- Szép magyar szó-kép-tár (2010)
- Apacsok (2010)
- Pillangó (2012)
- Munkaügyek (2012)
- A galamb papné (2013)
- Kossuthkifli (2015)
- Janus (2015)
- Veszettek (2015)
- Anyám és más futóbolondok a családból (2015)
- A fekete bojtár (2015)
- Csandra szekere (2016)
- 1945 (2017)
- Korhatáros szerelem (2017–2018)
- Mária Terézia (2018)
- Válótársak (2018)
- A színésznő (2018)[6]
- Tóth János (2018)
- Vörös veréb (2018)
- Nyitva (film) (2018)
- Mellékhatás (2020–2023)
- Ezerkilencszáztizenkilenc (2020)
- Jankovicsok - egy család története (2021)
- A Séf meg a többiek (2022)
- A Király (2023)
- Memento mori – A váci legenda (2023)
- Lefkovicsék gyászolnak (2024)